# Coppa del Re 1922
La Copa del Rey 1922 fu la 22ª edizione della Coppa del Re. Il torneo iniziò il 12 marzo e si concluse il 14 maggio 1922. La finale si svolse al Campo de Coia di Vigo in cui il Barcellona vinse per la quinta volta la competizione. Con la stabile rappresentanza del Levante, la coppa raggiunse la cifra ottimale di otto club.

## Partecipanti
- Biscaglia:  Arenas Getxo
- Gipuzkoa:  Real Unión
- Castiglia:  Real Madrid
- Andalusia:  Siviglia
- Galizia: Real Fortuna
- Asturie:  Sporting Gijón
- Catalogna:  Barcellona
- Levante: España de Valencia

## Quarti di finale
| 12 marzo 1922 | Arenas Getxo | 4 – 0 | Real Madrid |  |

| 19 marzo 1922 | Real Madrid | 5 – 2 | Arenas Getxo |  |

Avendo vinto una partita per parte, il Real Madrid e l'Arena de Getxo disputarono la partita di ripetizione.
| 21 marzo 1922 | Real Madrid | 1 – 1 | Arenas Getxo |  |

| 22 marzo 1922 | Real Madrid | 1 – 1 | Arenas Getxo |  |

| 29 marzo 1922 | Real Madrid | 3 – 0 | Arenas Getxo |  |

| 12 marzo 1922 | Real Unión | 4 – 0 | Real Fortuna |  |

| 19 marzo 1922 | Real Fortuna | 0 – 5 | Real Unión |  |

| 12 marzo 1922 | Siviglia | 0 – 1 | Barcellona |  |

| 19 marzo 1922 | Barcellona | 7 – 1 | Siviglia |  |

| 12 marzo 1922 | Sporting Gijón | 6 – 0 | España Valencia |  |

| 19 marzo 1922 | España Valencia | 0 – 7 | Sporting Gijón |  |

## Semifinali
| 2 aprile 1922 | Real Madrid | 2 – 1 | Real Unión |  |

| 9 aprile 1922 | Real Unión | 4 – 1 | Real Madrid |  |

Avendo vinto una partita per parte, il Real Madrid e il Real Union disputarono una partita di ripetizione.
| 11 aprile 1922 | Real Unión | 4 – 0 | Real Madrid |  |

| 2 aprile 1922 | Sporting Gijón | 1 – 1 | Barcellona |  |

| 9 aprile 1922 | Barcellona | 7 – 2 | Sporting Gijón |  |

## Finale
| Arbitro: | Thomas Balvay |

|                                                |           |              |
| Torralba 22’ Samitier Alcántara 90’ Gracia 85’ | Marcatori | 30’ Patricio |